# داريل براون (لاعب كريكت)
داريل براون (بالإنجليزية: Darryl Brown)‏ (25 مارس 1983 في جنوب أفريقيا - ) هو لاعب كريكت جنوب أفريقي.

## وصلات خارجية
- داريل براون على موقع إي آس بي آن كريك إنفو (الإنجليزية)